# Nandaime
Nandaime est une municipalité nicaraguayenne du département de Granada au Nicaragua.

## Personnalités
- José Dolores Estrada Valdo (1792-1869), militaire, héros national du Nicaragua, est né à Nandaime.